# Nottingham Forest FC
A Nottingham Forest Football Club 1865-ben alapított angol labdarúgócsapat, melynek székhelye Nottingham városában található.
Anglia egyik legmeghatározóbb csapata volt az 1970-es évek végén, 80-as évek elején és a labdarúgó történelem egyetlen csapata, amely egyetlen bajnoki címmel kétszer is megnyerte a BEK serleget (ekkor a legnagyobb riválisa a Liverpool volt, a két csapat szurkolói mind a mai napig nem szívelik egymást).
Azóta viszont a többször is csődközeli helyzetbe jutott Nottingham megjárta az angol harmadosztályt is, jelenleg az első osztályában szerepelnek.

## Története
A csapatot 1865-ben egy bandy-játékosokból álló csoport alapította. 1889-ben alapító tagjai voltak a Football Alliance Szövetségnek és 1889-ben meg is nyerték a bajnokságot, 1890-ben a Forest belépett a Football League szervezetébe és a City Ground-on játszották az első hivatalos mérkőzést, melyeken a kapukra hálót szereltek fel.

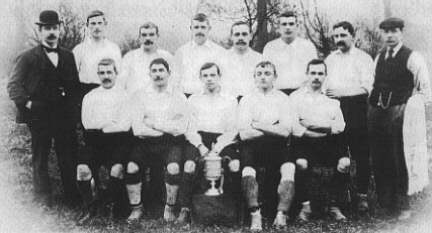
A Forest 1898-as FA-kupa győztes együttese.

1898-ban a csapat a Derby County-t 3-1 arányban legyőzve, megnyerte az FA-kupát, de utána elkerülték a sikerek és középcsapatként ingáztak az első- és a másodosztály között.
Az argentin és az uruguayi labdarúgó-szövetség invitálására 1905. május 19-én pár mérkőzés erejéig a tengerentúlra utaztak, a labdarúgás népszerűsítése végett.
Montevideo, Rosario és Buenos Aires pályáin nyolc mérkőzésen léptek pályára. Igaz, az akkoriban még kezdetleges dél-amerikai foci nem tudta felvenni velük a versenyt, de a túrának, így is hatalmas sikere volt.
A TURNÉRA UTAZÓ KERET

- William Shearman

- Sam Timmins
- Alf Spouncer
- Fred Lessons
- Walter Dudley
- Tom Davies
- Tom Niblo
- George Henderson
- Albert Holmes

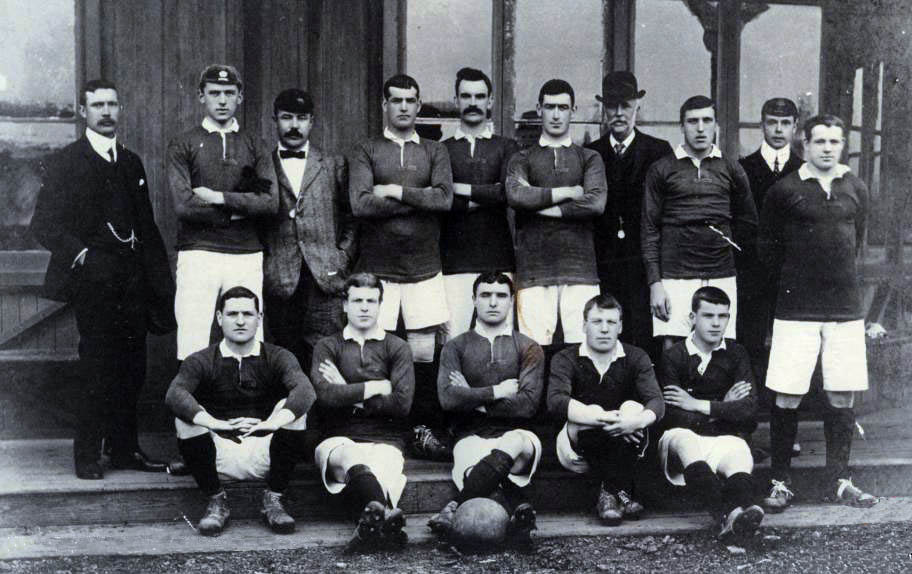
Az 1905-ös dél-amerikai túrán részt vevő csapat.

A csapattal tartott még H. S. Radford (elnök) és Harry Hallam (titkár).
1914-ben a másodosztályban az utolsó helyen végeztek (ekkor még nem hozták létre a harmadosztályt).
1915-től 1919-ig az első világháború miatt regionális bajnokságokat rendeztek, így a Forest két (nem hivatalos) bajnoki címet szerzett a Midland League (Közép-Angliai bajnokság) sorozatában.
1919-től újra elindult a labdarúgó-bajnokság és a Forest a másodosztályban folytathatta szereplését. 1923-ban jutott fel legközelebb az első osztályba, de 1925-ben újra búcsúztak és 1949-ig a másodosztályban játszottak. Az 1949-es szezon végén viszont lecsúsztak a harmadosztályba.
1951-ben sikerült kiváltani legközelebb a másodosztályú tagságukat.

## Újra a nagyok között
1957-ben hosszú évek után végre feljutottak az első osztályba, bár a bajnoki címekért még nem kellett harcba szállniuk, de 1959-ben a Luton Town legyőzésével történetük második FA-kupáját abszolválták.
Az 1967-ben elért második helyük után visszaestek a középcsapat szintjére és 1972-ben kiestek.

## Brian Clough-korszak (1975-1993)
Az 1972-es bajnokságot (a Derby Countyval) megnyerő Brian Clough szerződtetése az évtizedek legnagyobb történése volt a Vörösök számára.
Bár 1975. január 6-án egy vereséggel mutatkozott be a hazai derbin a Notts County ellen, hamar rájött, hogy a csapat képességeit tekintve érett az első osztályú szereplésre. Néhány új játékossal (Larry Lloyd a védelembe, John O’Hare középre, és a mindössze 2000 ₤-ért vásárolt Garry Birtles a támadókhoz érkezett) kibővített kerete az 1976-77-es szezonban az osztályozón továbbjutva az élvonalba jutott.
A védelem biztos volt, már csak egy igazán jó kapusra volt szükség. Clough hamar meg is találta új portását Peter Shilton személyében, aki a Stoke City-től 250 000 ₤-ért érkezett.

### Az álmok valóra válnak
A feljutás után minden idők egyik legsikeresebb évét produkálta Angliában a Forest. Shilton 42 mérkőzésen 24 gólt kapott, a védelmi tengely működött, a középpályán pazar játékot produkáltak, elöl pedig helyt álltak a csatárok. 1977. március 26-tól 1978. december 9-ig 42 veretlen mérkőzést játszottak.
1978 márciusában a Liverpoolt legyőzve elhódították a ligakupát, augusztusban a szuperkupát és végül újoncként – mindössze 3 vereséggel – a szezon végén megnyerték az első osztályt.
Angliára felkészült a csapat, Európa azonban nagy falatnak ígérkezett, ezért Clough a támadósor megerősítését tűzte ki célul.
Trevor Francis 1979 februárjában érkezett 1 millió ₤-ért (akkoriban Angliában sosem fizettek ennyi pénzt játékosért). Hamar összeszokott társaival, és a szurkolók szívébe is belopta magát a bajnoki és európai mérkőzéseken.

A Bajnokcsapatok Európa Kupájában is brillírozott Clough legénysége, és kiegyensúlyozott teljesítménnyel a Liverpool, a görög AEK Athén, a svájci Grasshoppers és a német 1. FC Köln csapatait is legyőzve, a döntőben (1979. május 30-án) a svéd Malmö-t is 1–0-ra verte (Francis lőtte a találatot), így a BEK serleg is a City Ground-on landolt.
1979–80-as idényben egy európai szuperkupa-győzelemmel kezdték az évet (a Barcelonát verték 2–1-es összesítéssel a két döntőben), és ugyan a bajnoki címet nem sikerült megvédeni, de május 28-án szintén a BEK-döntőben találhatták magukat, ahol a német bajnok, Hamburg sem állíthatta meg őket.
Az újabb címet követően az 1980-as európai szuperkupa-döntőn a spanyol Valencia idegenben lőtt több góllal legyőzte Shilton-ékat.

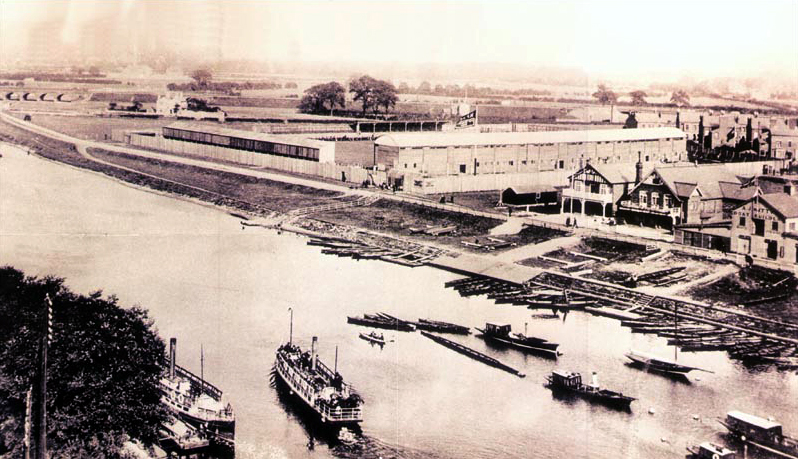
A City Ground 1898 óta áll a Trent partján és azóta a csapat otthona.

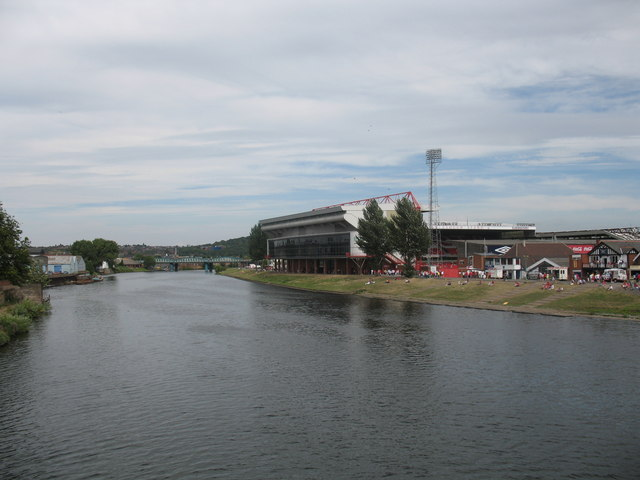
A stadion 2006-ban.

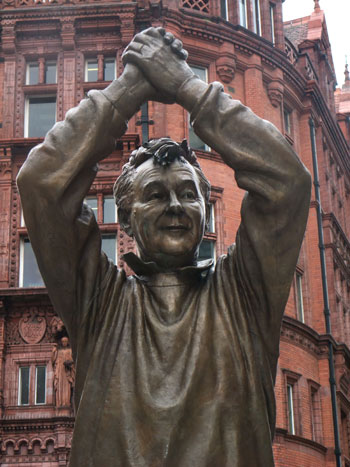
Brian Clough szobra az Old Market Square-en, Nottinghamben

## Sikerlista

### Hazai
- 1-szeres angol bajnok: 1977-78 *

- 3-szoros másodosztályú angol bajnok: 1906-07, 1921-22, 1997-98

- 1-szeres harmadosztályú angol bajnok: 1950-51

- 2-szeres FA-kupa győztes: 1897-98, 1958-59

- 4-szeres Ligakupa győztes: 1977-78 *, 1978-79 *, 1988-89 *, 1989-90 *

- 1-szeres Charity Shield győztes: 1978 *

- 2-szeres Full Members Cup győztes: 1988-89 *, 1991-92 *

- 1-szeres Football Alliance bajnok: 1890-92[2]

### Nemzetközi
- 2-szeres BEK-győztes: 1978-79 *, 1979-80 *

- 1-szeres Európai Szuperkupa győztes: 1979 *

### Egyéb
- 1-szeres Angol-skót Kupa győztes: 1977 *

- 3-szoros Bass Charity Vase: 1899, 2001, 2002

- 9-szeres Brian Clough Kupa győztes: 2009, 2010, 2011, 2013, 2015, 2016, 2018, 2019, 2020

- 1-szeres Dallas Kupa győztes:  2002

- 1-szeres Nürnbergi Torna győztes:  1982 *

- 1-szeres Trofeo Colombino kupagyőztes:  1982 *

- 1-szeres Trofeo Villa de Bilbao győztes 1979 *

A *-gal jelölt trófeákat a legendás Brian Clough irányításával nyerték.

## Játékoskeret
Utolsó módosítás: 2024. szeptember 13.
A vastaggal jelzett játékosok felnőtt válogatottsággal rendelkeznek.
A dőlttel jelzett játékosok kölcsönben szerepelnek a klubnál.
| Mezszám                | Név                   | Nemzetiség   | Születési hely     | Születési idő (kor)           | Korábbi csapat             | Érték (€)  | Szerződés lejárta |
| Kapusok                | Kapusok               | Kapusok      | Kapusok            | Kapusok                       | Kapusok                    | Kapusok    | Kapusok           |
| ---------------------- | --------------------- | ------------ | ------------------ | ----------------------------- | -------------------------- | ---------- | ----------------- |
| 26                     | Matz Sels             | Belgium      | Lint               | 1992. február 26. (33 éves)   | RC Strasbourg              | 7 000 000  | 2027.06.30.       |
| 33                     | Carlos Miguel         | BRA          | Rio das Ostras     | 1998. október 9. (26 éves)    | SC Corinthians Paulista    | 4 000 000  | 2027.06.30.       |
| Védők                  |                       |              |                    |                               |                            |            |                   |
| 4                      | Morato                | BRA          | Francisco Morato   | 2001. június 30. (23 éves)    | SL Benfica                 | 15 000 000 | 2029.06.30.       |
| 5                      | Murillo               | BRA          | São Paulo          | 2002. július 4. (22 éves)     | SC Corinthians Paulista    | 40 000 000 | 2028.06.30.       |
| 7                      | Neco Williams         | WAL          | Wrexham            | 2001. április 13. (23 éves)   | Liverpool FC               | 17 000 000 | 2026.06.30.       |
| 12                     | Andrew Omobamidele    | IRL · NGA    | Leixlip            | 2002. június 23. (22 éves)    | Norwich City FC            | 11 000 000 | 2028.06.30.       |
| 15                     | Harry Toffolo         | ENG · ITA    | Welwyn Garden City | 1995. augusztus 19. (29 éves) | Huddersfield Town FC       | 5 000 000  | 2025.06.30.       |
| 17                     | Eric da Silva Moreira | GER · POR    | London             | 2006. május 3. (18 éves)      | FC St. Pauli               | 1 000 000  | 2028.06.30.       |
| 19                     | Álex Moreno           | ESP          | Sant Sadurní       | 1993. június 8. (31 éves)     | Aston Villa FC             | 13 000 000 | 2025.06.30.       |
| 30                     | Willy Boly            | CIV · FRA    | Melun              | 1991. február 3. (34 éves)    | Wolverhampton Wanderers FC | 2 500 000  | 2025.06.30.       |
| 31                     | Nikola Milenković     | SRB          | Belgrád            | 1997. október 12. (27 éves)   | ACF Fiorentina             | 15 000 000 | 2028.06.30.       |
| 34                     | Ola Aina              | NGR · ENG    | London             | 1996. október 8. (28 éves)    | Torino FC                  | 12 000 000 | 2025.06.30.       |
| 44                     | Zach Abbott           | ENG          | Anglia, ?          | 2006. május 13. (18 éves)     | Utánpótlásból került fel   | 300 000    | 2026.06.30.       |
| Középpályások          |                       |              |                    |                               |                            |            |                   |
| 6                      | Ibrahim Sangaré       | CIV          | Abidjan            | 1997. december 2. (27 éves)   | PSV Eindhoven              | 30 000 000 | 2028.06.30.       |
| 8                      | Elliot Anderson       | angol · skót | Whitley Bay        | 2002. november 6. (22 éves)   | Newcastle United FC        | 22 000 000 | 2029.06.30.       |
| 10                     | Morgan Gibbs-White    | ENG · JAM    | Stafford           | 2000. január 27. (25 éves)    | Wolverhampton Wanderers FC | 40 000 000 | 2027.06.30.       |
| 16                     | Nicolás Domínguez     | ARG · ITA    | Haedo              | 1998. június 28. (26 éves)    | Bologna FC 1909            | 17 000 000 | 2028.06.30.       |
| 18                     | James Ward-Prowse     | angol        | Portsmouth         | 1994. november 1. (30 éves)   | West Ham United FC         | 22 000 000 | 2025.06.30.       |
| 22                     | Ryan Yates            | ENG          | Nottingham         | 1997. november 21. (27 éves)  | Utánpótlásból került fel   | 12 000 000 | 20258.06.30.      |
| 28                     | Danilo                | BRA          | Salvador           | 2001. április 29. (23 éves)   | SE Palmeiras               | 28 000 000 | 2029.06.30.       |
| Támadók                |                       |              |                    |                               |                            |            |                   |
| 9                      | Taiwo Awoniyi         | NGR          | Ilorin             | 1997. augusztus 12. (27 éves) | 1. FC Union Berlin         | 28 000 000 | 2027.06.30.       |
| 11                     | Chris Wood            | NZL          | Auckland           | 1991. december 7. (33 éves)   | Newcastle United FC        | 7 000 000  | 2025.06.30.       |
| 14                     | Callum Hudson-Odoi    | ENG · GHA    | London             | 2000. november 7. (24 éves)   | Chelsea FC                 | 22 000 000 | 2026.06.30.       |
| 20                     | Jota Silva            | POR          | Melres             | 1999. augusztus 1. (25 éves)  | Vitória Guimarães          | 12 000 000 | 2028.06.30.       |
| 21                     | Anthony Elanga        | SWE · CMR    | Hyllie             | 2002. április 27. (22 éves)   | Manchester United FC       | 22 000 000 | 2028.06.30.       |
| 24                     | Ramón Sosa            | PAR · ARG    | Maracaná           | 1999. augusztus 31. (25 éves) | Talleres de Córdoba        | 13 000 000 | 2029.06.30.       |
| 25                     | Emmanuel Dennis       | NGA          | Yola               | 1997. november 15. (27 éves)  | Watford FC                 | 4 200 000  | 2026.06.30.       |
| Kölcsönadott játékosok |                       |              |                    |                               |                            |            |                   |
| Név                    | Poszt                 | Nemzetiség   | Születési hely     | Születési idő (kor)           | Kölcsönben itt             | Érték (€)  | Kölcsön lejárta   |
| Matt Turner            | kapus                 | USA · LIT    | Park Ridge         | 1994. június 24. (30 éves)    | Crystal Palace FC          | 5 000 000  | 2025.06.30.       |
| David Carmo            | védő                  | ANG · POR    | Aveiro             | 1999. július 19. (25 éves)    | Olimbiakósz                | 12 000 000 | 2025.06.30.       |
| Jonathan Panzo         | védő                  | ENG · CIV    | London             | 2000. október 25. (24 éves)   | Rio Ave FC                 | 1 200 000  | 2025.06.30.       |
| Omar Richards          | védő                  | ENG · JAM    | Lewisham           | 1998. február 15. (27 éves)   | Rio Ave FC                 | 2 500 000  | 2025.06.30.       |
| Lewis O'Brien          | középpályás           | angol        | Colchester         | 1998. október 14. (26 éves)   | Los Angeles FC             | 5 000 000  | 2024.12.31.       |
| Marko Stamenić         | középpályás           | NZL · SRB    | Wellington         | 2003. február 19. (22 éves)   | Olimbiakósz                | 5 000 000  | 2025.06.30.       |
| Josh Bowler            | támadó                | ENG          | Chertsey           | 1999. március 5. (26 éves)    | Preston North End FC       | 1 200 000  | 2025.05.31.       |

## Menedzserek
- Harry Radford (1889. augusztus 1.-1897. május 31.)
- Harry Haslam (1897. augusztus 1.-1905. május 31.)
- Fred Earp (1909. augusztus 1.-1912. május 31.)
- Bob Masters (1912. augusztus 1.-1925. május 31.)
- John Baynes (1925. augusztus 1.-1929. május 31.)
- Stan Hardy (1930. augusztus 1.-1931. május 31.)
- Noel Watson (1931. augusztus 1.-1936. május 31.)
- Harold Wightman (1936. augusztus 1.-1939. május 31.)
- Billy Walker (1939. május 1.-1960. június 1.)
- Andy Beattie (1960. szeptember 1.-1963. július 1.)
- Johnny Carey (1963. július 1.-1968. december 31.)
- Matt Gillies (1969. január 1.-1972. október 20.)
- David Mackay (1972. november 2.-1973. október 23.)
- Allan Brown (1973. november 19.-1975. január 3.)
- Brian Clough (1975. január 3.-1993. május 8.)
- Frank Clark (1993. május 13.-1996. december 19.)
- Stuart Pearce (1996. december 20.-1997. május 8.)
- Dave Bassett (1997. május 8.-1999. január 5.)
- Micky Adams (1999. január 5.-1999. január 11.)
- Ron Atkinson (1999. január 11.-1999. május 16.)
- David Platt (1999. július 1.-2001. július 12.)
- Paul Hart (2001. július 12.-2004. február 7.)
- Joe Kinnear (2004. február 10.-2004. december 16.)
- Mick Harford (2004. december 16.-2005. január 10.)
- Gary Megson (2005. január 10.-2006. február 16.)
- Frank Barlow és  Ian McParland (2006. február 17.-2006. május 30.)
- Colin Calderwood (2006. május 30.-2008. december 26.)
- John Pemberton (2008. december 27.-2009. január 4.)
- Billy Davies (2009. január 4.-2011. június 12.)
- Steve McClaren (2011. június 13.-2011. október 2.)
- Sean O'Driscoll (2011. július 20.-2012. december 26.)
- Alex McLeish (2012. december 27.-2013. február 5.)
- Billy Davies (2013. február 7.-2014. március 24.)
- Gary Brazil (2014. március 24.-2014. május 3.)
- Stuart Pearce (2014. július 1.-2015. február 1.)
- Dougie Freedman (2015. február 1.- 2016. március 13.)
- Paul Williams (2016. március 13.- 2016. május 12.)
- Philippe Montanier (2016. június 27.- 2017. január 14.)
- Gary Brazil (2017. január 14.- 2017. március 14.)
- Mark Warburton (2017. március 14.- 2017. december 31.)
- Gary Brazil (2017. december 31.-2018. január 8.)
- Aitor Karanka (2018. január 8.- 2019. január 11.)
- Simon Ireland (2019. január 11.- 2019. január 11.)
- Martin O’Neill (2019. január 15.- 2019. június 28.)
- Sabri Lamouchi (2019. június 28.- 2020. október 6.)
- Chris Hughton (2020. október 6.- 2021. szeptember 16.)
- Steven Reid (2021. szeptember 16.- 2021. szeptember 21.)
- Steve Cooper (2021. szeptember 21.- 2023. december 19.)
- Nuno Espírito Santo (2023. december 20. –)

## Statisztikák, rekordok

### Rekordok
Legnagyobb nézőszám:
49 946 néző a Manchester United elleni első osztályú bajnoki mérkőzésen 1967. október 28-án.
Legkisebb nézőszám:
4 030 néző a Morecambe elleni Ligakupa találkozón 2008. augusztus 13-án.
Legnagyobb bevétel:
499 099 £ a Bayern München elleni Európa-liga negyeddöntőjében 1996. március 19-én.
Leghosszabb győzelmi sorozat:
7 győzelem (1922. május 9. - 1922 szeptember 1.)
Leghosszabb vereség sorozat:
14 vereség (1913. március 21. - 1913. szeptember 27.)
Leghosszabb veretlen bajnoki sorozat:
42 mérkőzés (1977. november 26. - 1978. november 25.)
Leghosszabb nyeretlen bajnoki sorozat:
19 mérkőzés (1998. szeptember 8. - 1999. január 16.)
Leghosszabb gól nélküli sorozat:
7 mérkőzés (2003. december 13. - 2004. február 7. és 2011- november 26. - 2011. december 31.)
Leggyorsabb gól:
- Bajnoki mérkőzésen: 14 másodperc, Jack Lester a Norwich City ellen 2000. március 8-án.
- Ligakupa mérkőzésen: 23 másodperc, Paul Smith a Leicester City ellen 2007. szeptember 18-án.

Első bajnoki mérkőzés:
1892. szeptember 3. az Everton elleni idegenbeli mérkőzés (2–2)
Legnagyobb arányú győzelem:
14–0, a Clapton ellen, 1891. január 17-i FA-kupa mérkőzésen, idegenben.
Legnagyobb arányú vereség:
1–9, a Blackburn Rovers elleni másodosztályú mérkőzésen 1937. április 10-én.
Egy szezon alatt szerzett legtöbb pont (2 pontos rendszer):
70 pont, 1950–51-es harmadosztályú bajnokság.
Egy szezon alatt szerzett legtöbb pont (3 pontos rendszer):
94 pont, az 1997-98-as másodosztályú bajnokságban.
Legtöbb gól egy szezonon belül:
110 gól, 1950–51-es harmadosztályú bajnokság.
A legtöbb gólt szerző játékos egy szezonon belül:
Wally Ardron, 36 gól, 1950–51-es harmadosztályú bajnokság.
A csapat legtöbbszörös válogatott játékosa:
Stuart Pearce, 78 válogatott mérkőzés.
A csapat legfiatalabban bemutatkozó játékosa:
Craig Westcarr, 16 évesen a Burnley ellen 2001. október 13-án.
A legnagyobb értékű igazolások:
| H. | Dátum           | Poszt | Játékos              | Honnan              | Összeg      | Forrás |
| -- | --------------- | ----- | -------------------- | ------------------- | ----------- | ------ |
| 1. | 2018. június    | KP    | João Carvalho        | Benfica             | £13,200,000 | [ 4 ]  |
| 2. | 2018. július    | CS    | Lewis Grabban        | Bournemouth         | £6,000,000  | [ 5 ]  |
| 3. | 2014. augusztus | CS    | Britt Assombalonga   | Peterborough United | £5,000,000  | [ 6 ]  |
| 4. | 1997. március   | CS    | Pierre van Hooijdonk | Celtic              | £4,500,000  | [ 7 ]  |
| 5. | 2001. január    | CS    | David Johnson        | Ipswich Town        | £3,000,000  |        |
|    | 1999. július    | V     | Riccardo Scimeca     | Aston Villa         | £3,000,000  |        |
| 6. | 1995. július    | CS    | Kevin Campbell       | Arsenal             | £2,800,000  |        |
| 7. | 2008. május     | CS    | Robert Earnshaw      | Derby County        | £2,650,000  |        |

A legnagyobb értékű eladások:
| H. | Dátum         | Poszt | Játékos            | Hova              | Összeg      | Forrás |
| -- | ------------- | ----- | ------------------ | ----------------- | ----------- | ------ |
| 1. | 2017. július  | CS    | Britt Assombalonga | Middlesbrough     | £15,000,000 | [ 8 ]  |
| 2. | 1995. június  | CS    | Stan Collymore     | Liverpool         | £8,500,000  | [ 9 ]  |
| 3. | 1999. március | KP    | Steve Stone        | Aston Villa       | £5,500,000  | [ 10 ] |
| 4. | 2002. február | KP    | Jermaine Jenas     | Newcastle United  | £5,000,000  |        |
| 5. | 2005. január  | V     | Michael Dawson     | Tottenham Hotspur | £4,000,000  |        |
|    | 2005. január  | KP    | Andy Reid          | Tottenham Hotspur | £4,000,000  |        |
| 6. | 1993. július  | KP    | Roy Keane          | Manchester United | £3,750,000  |        |

### Az év játékosai
| Év   | Győztes          |
| ---- | ---------------- |
| 1977 | Tony Woodcock    |
| 1978 | Kenny Burns      |
| 1979 | Garry Birtles    |
| 1980 | Larry Lloyd      |
| 1981 | Kenny Burns      |
| 1982 | Peter Shilton    |
| 1983 | Steve Hodge      |
| 1984 | Chris Fairclough |
| 1985 | Jim McInally     |
| 1986 | Nigel Clough     |
| 1987 | Des Walker       |
| 1988 | Nigel Clough     |

| Év   | Győztes              |
| ---- | -------------------- |
| 1989 | Stuart Pearce        |
| 1990 | Des Walker           |
| 1991 | Stuart Pearce        |
| 1992 | Des Walker           |
| 1993 | Steve Sutton         |
| 1994 | David Phillips       |
| 1995 | Steve Stone          |
| 1996 | Stuart Pearce        |
| 1997 | Colin Cooper         |
| 1998 | Pierre van Hooijdonk |
| 1999 | Alan Rogers          |
| 2000 | Dave Beasant         |

| Év   | Győztes             |
| ---- | ------------------- |
| 2001 | Chris Bart-Williams |
| 2002 | Gareth Williams     |
| 2003 | David Johnson       |
| 2004 | Andy Reid           |
| 2005 | Paul Gerrard        |
| 2006 | Ian Breckin         |
| 2007 | Grant Holt          |
| 2008 | Julian Bennett      |
| 2009 | Chris Cohen         |
| 2010 | Lee Camp            |
| 2011 | Luke Chambers       |
| 2012 | Garath McCleary     |

| Év   | Győztes         |
| ---- | --------------- |
| 2013 | Chris Cohen     |
| 2014 | Andy Reid       |
| 2015 | Michail Antonio |
| 2016 | Dorus de Vries  |
| 2017 | Eric Lichaj     |
| 2018 | Ben Osborn      |
| 2019 | Joe Lolley      |
| 2020 | Matty Cash      |
| 2021 | Joe Worrall     |

### Álomcsapat
1997-ben és 1998-ban egy könyvben adták ki a csapat történetét, melyhez a szurkolók szavazatai alapján az alábbi Álomcsapatot állították össze.
| Játékos          | Évek             |
| ---------------- | ---------------- |
| Peter Shilton    | 1977–82          |
| Viv Anderson     | 1974–84          |
| Des Walker       | 1984–92; 2002–04 |
| Kenny Burns      | 1977–81          |
| Stuart Pearce    | 1985–97          |
| Martin O'Neill   | 1971–81          |
| Roy Keane        | 1990–93          |
| Archie Gemmill   | 1977–79          |
| Ian Storey-Moore | 1962–72          |
| Trevor Francis   | 1979–81          |
| John Robertson   | 1970–83; 1985–86 |

## Meztörténet

#### Hazai mezek
| 1865 - 1892 | 1892 - 1899 | 1899 - 1904 | 1904 - 1934 | 1934 - 1935 | 1935 - 1973 | 1973 - 1975 | 1975 - 2009 | 2009 - 2010 |

| 2010 - 2011 | 2011 - 2012 | 2012 - 2013 | 2013 - 2014 | 2014 - 2015 | 2015 - 2016 | 2016 - 2017 | 2017 - 2018 |

#### Idegenbeli mezek
| 2009 - 2010 | 2010 - 2011 | 2011 - 2012 | 2012 - 2013 | 2013 - 2014 | 2014 - 2015 | 2015 - 2016 | 2016 - 2017 | 2017 - 2018 |

#### Harmadik mezek
| 2013 - 2014 | 2014 - 2015 |

#### Kapus mezek
|  |  |  |

## Galéria

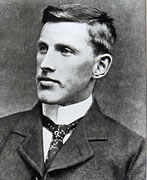
Frank Forman a labdarúgás első profi játékosai közé tartozott.
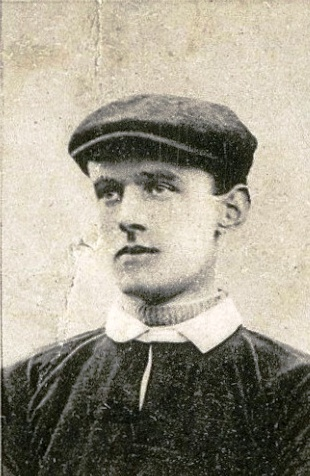
Harry Linacre, a dél-amerikai túrán részt vevő csapat kapusa, több, mint 300 mérkőzésen védte a Forest hálóját.
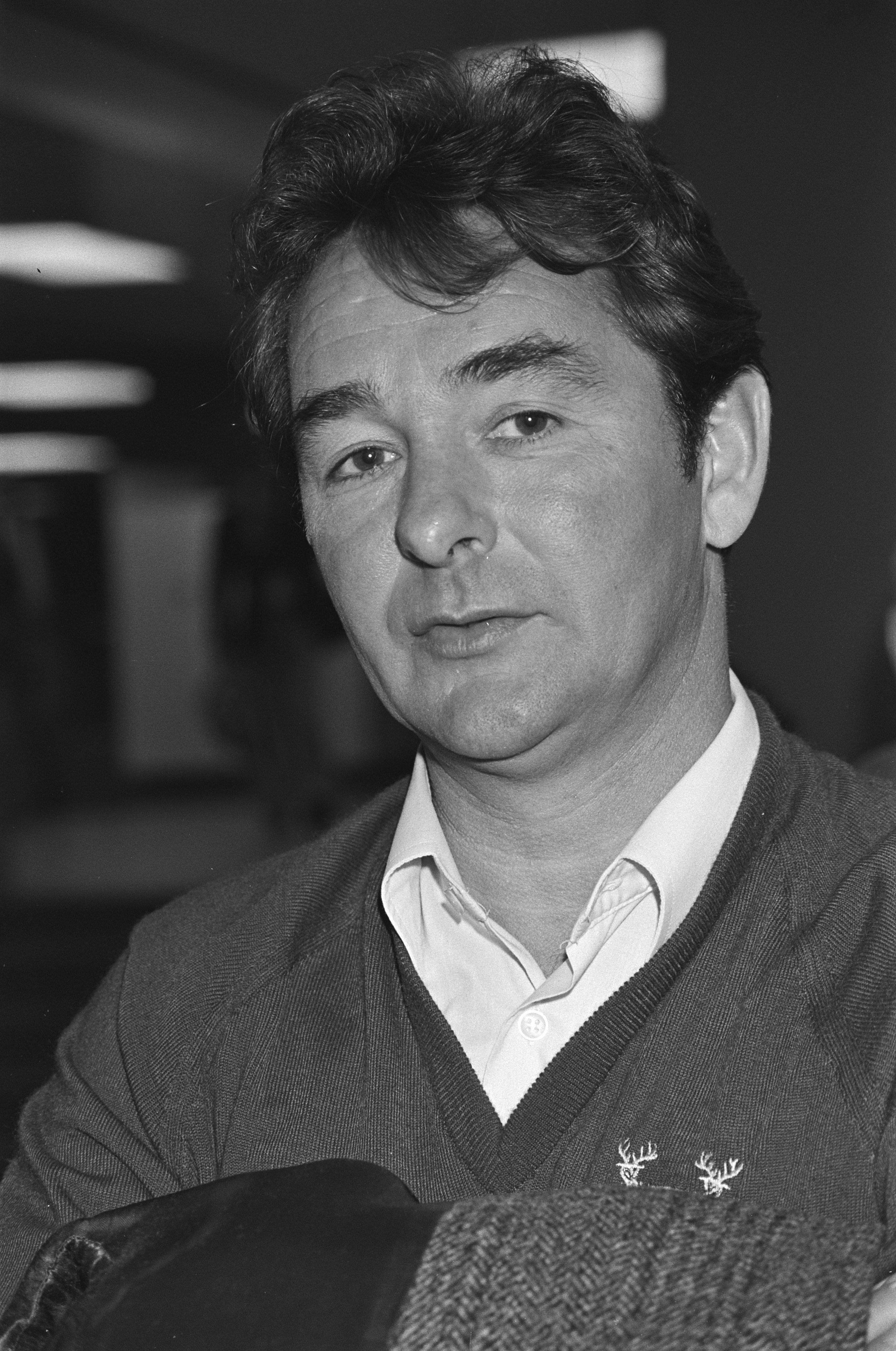
Brian Clough, akivel számos hazai és nemzetközi trófeát nyertek.
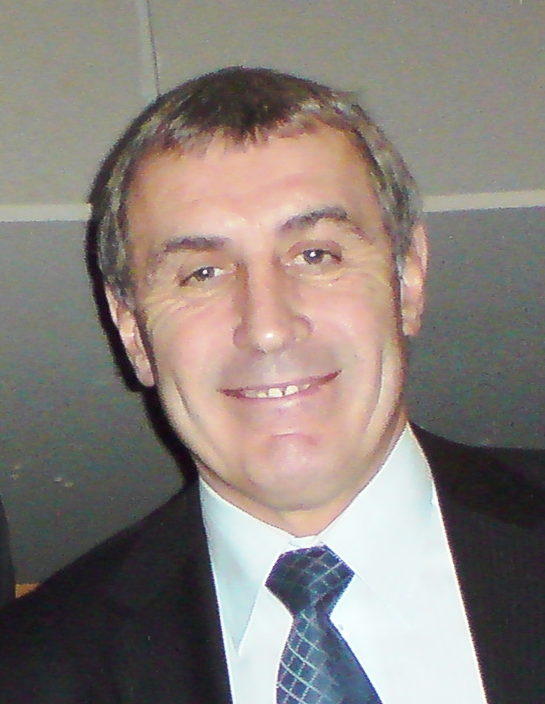
Peter Shilton a 70-es 80-as években kiszoríthatatlan volt a Forest és a válogatott kapujából.
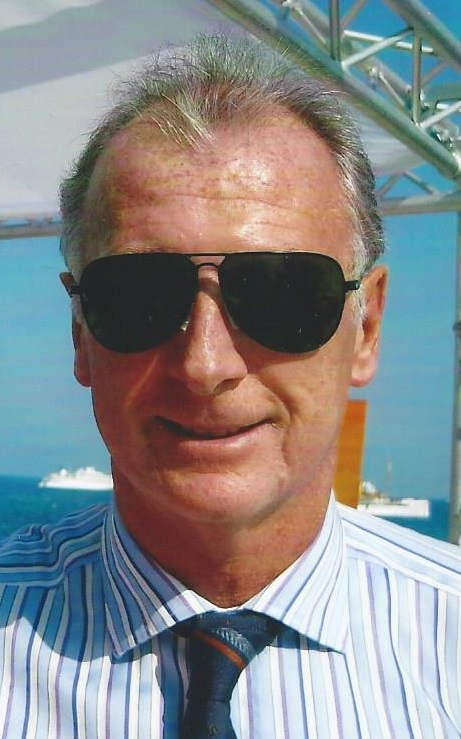
A 80-as évek legdrágább játékosa Trevor Francis.
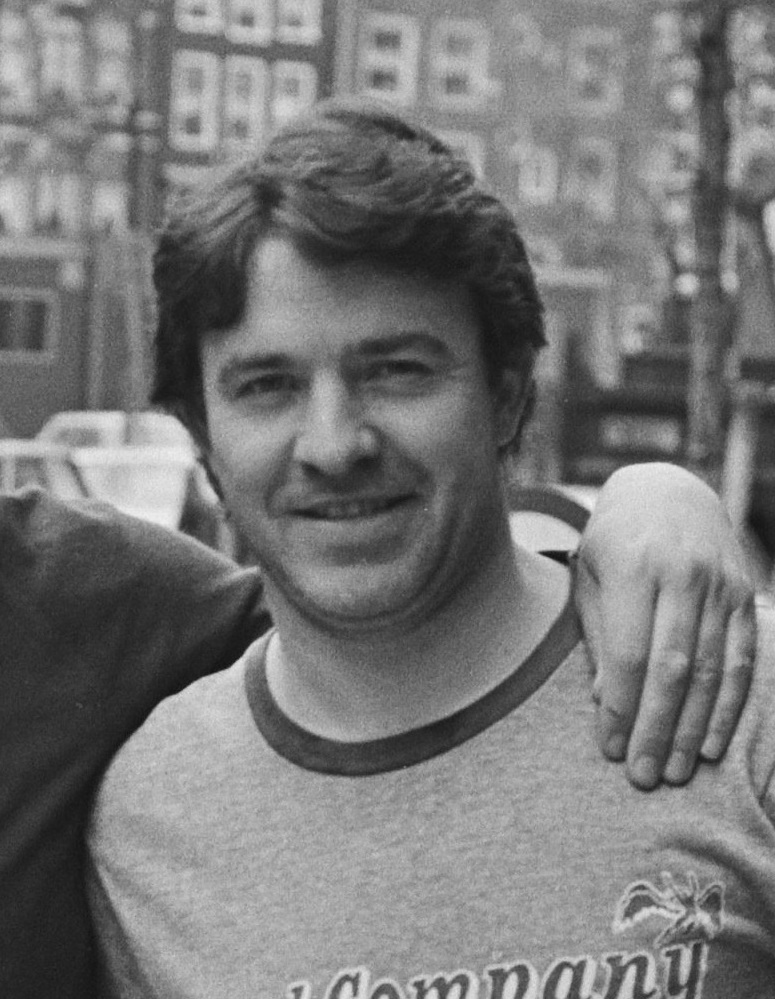
John Robertson majdnem 400 alkalommal viselte a Nottingham mezét.
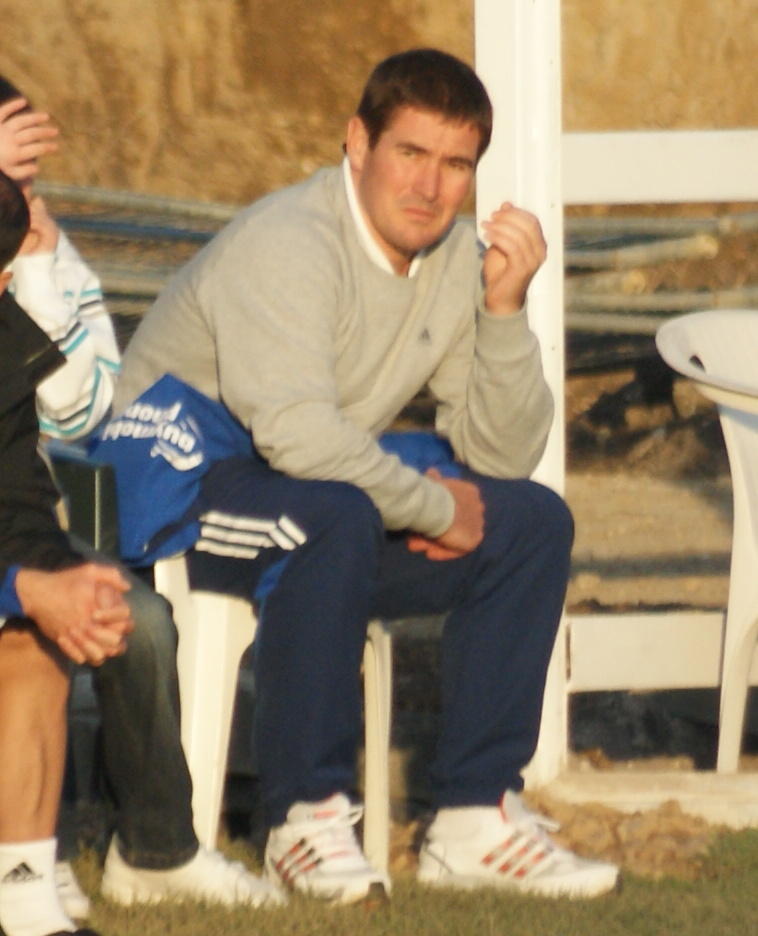
Nigel Clough a középpályát uralta 1984-1993-ig.
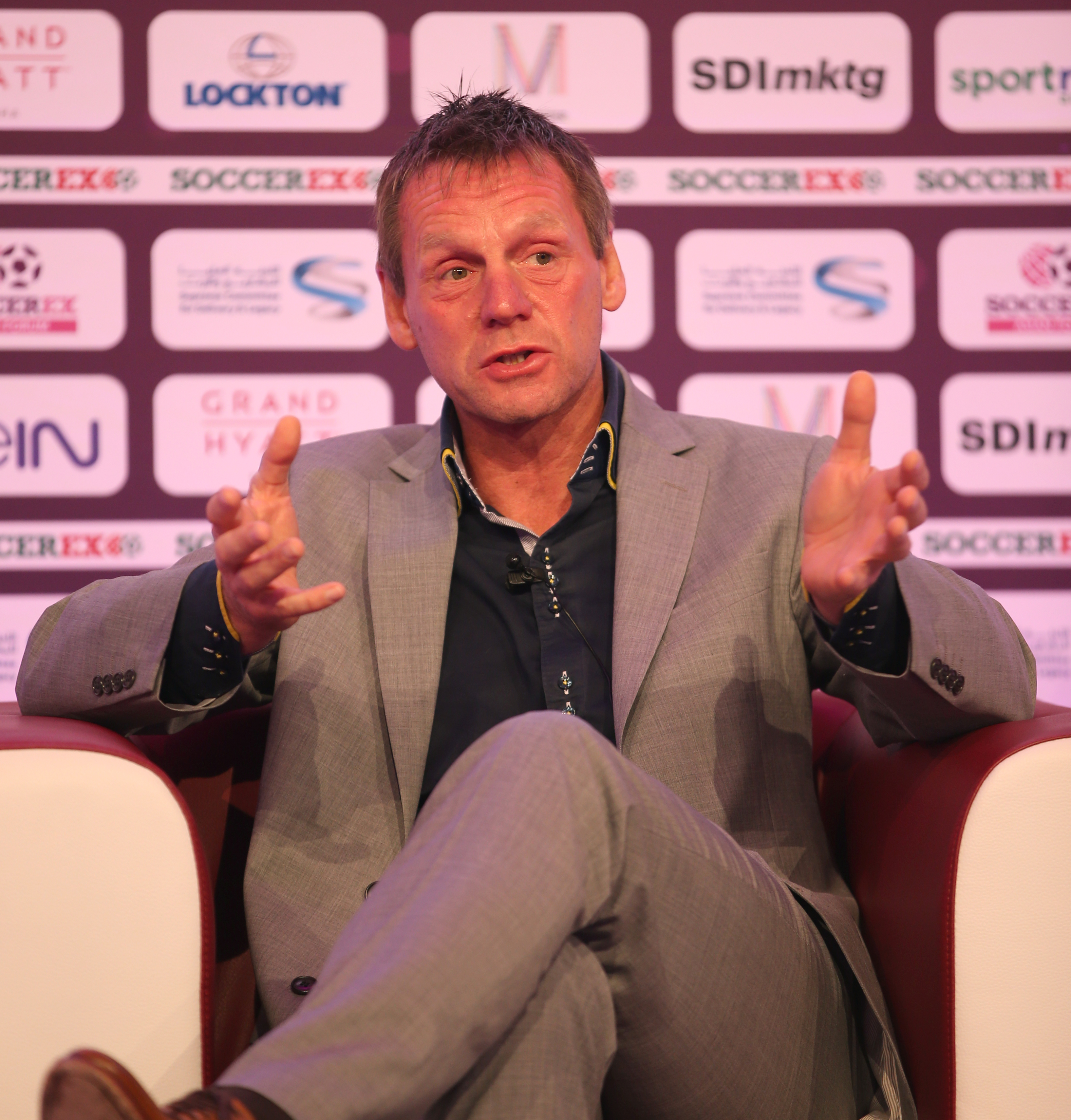
Stuart Pearce a csapat volt kapitánya, három alkalommal volt az év játékosa a vörösöknél.
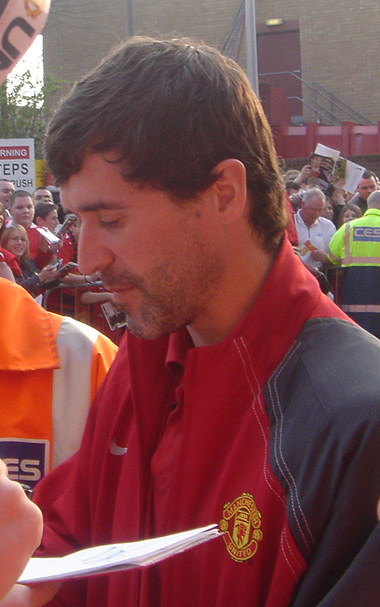
Roy Keane alig három szezon alatt a Vörösök egyik legendájává vált.
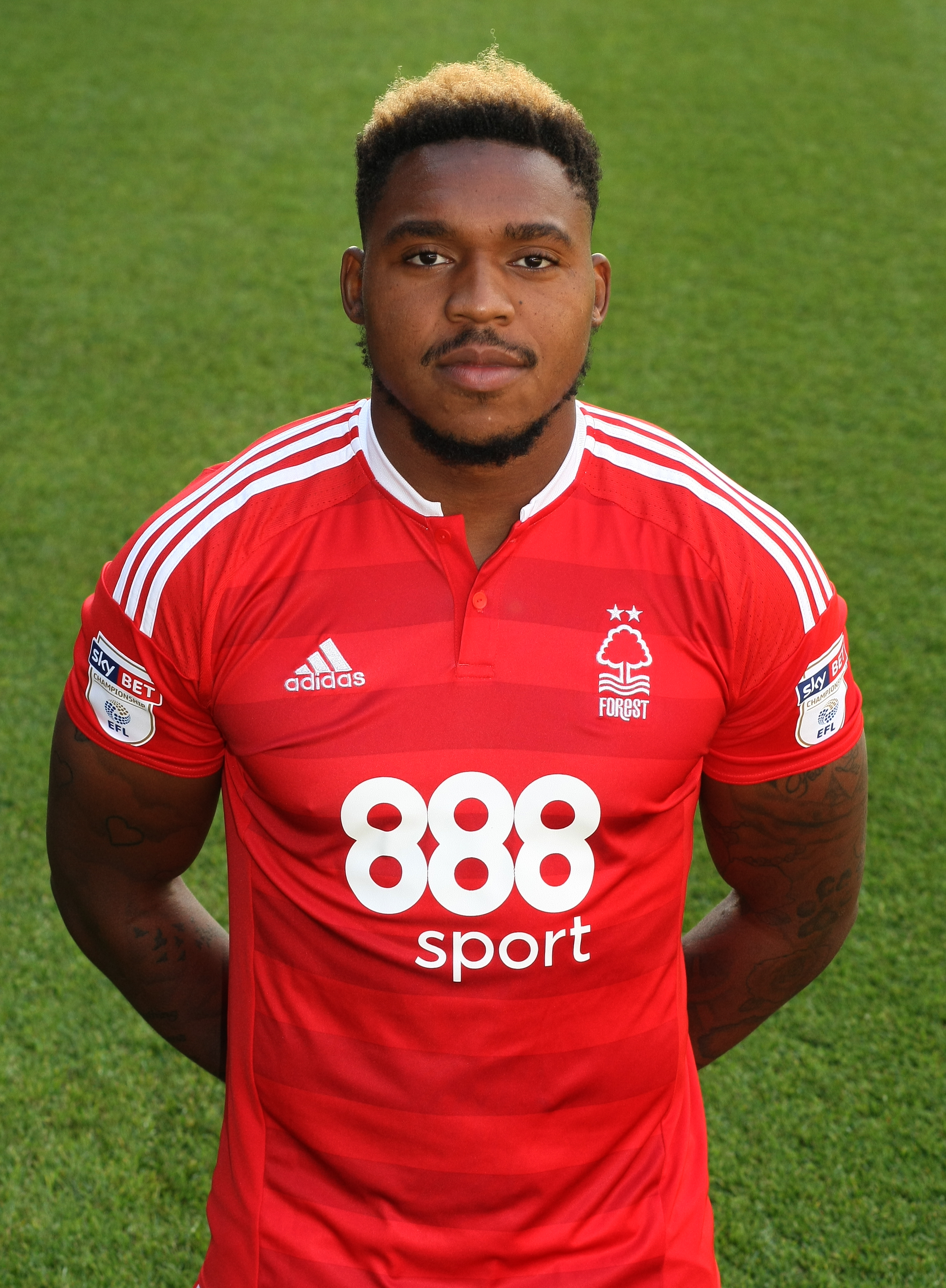
Britt Assombalonga a csapat történetének legnagyobb összegű igazolása.

## Fordítás
- Ez a szócikk részben vagy egészben  a   Nottingham Forest F.C. című angol Wikipédia-szócikk fordításán alapul.  Az eredeti cikk szerkesztőit annak laptörténete sorolja fel. Ez a jelzés csupán a megfogalmazás eredetét és a szerzői jogokat jelzi, nem szolgál a cikkben szereplő információk forrásmegjelöléseként.